# Mercedes-Benz India
Mercedes-Benz Indien Mercedes-Benz India Pvt. Ltd. ist eine hundertprozentige Tochtergesellschaft der deutschen Mercedes-Benz Group. Sie wurde 1994 im indischen Pune, Maharashtra, Indien gegründet.

## Geschichte
Daimler erschloss 1994 den indischen Markt und etablierte die Marke Mercedes-Benz. Der Hauptsitz der Tochtergesellschaft ist in Chakan, Pune, Bundesstaat Maharashtra.
Nach einer im Jahr 2013 veröffentlichten Studie des „Fortune India Magazine“ gilt Mercedes-Benz als die „Most Admired Company“ in der Automobilbranche Indiens 2013. Zudem wurde 2015 die Marke Mercedes-Benz in einer Umfrage der „Economic Times‘ Brand Equity‘s“ zu „India’s Most Exciting Brand“ gekürt.

## Der Produktionsstandort
Im Industriegebiet Chakan, Pune, wurde 2009 auf über 100 Hektar ein neues Werk errichtet. Das Werk wurde auf der „grünen Wiese“ erbaut und gilt als eines der besten CKD von Mercedes-Benz weltweit. Es ist außerdem eines der bis dahin am schnellsten errichteten Werke überhaupt.

## Forschung und Entwicklung
Mit dem Forschungs- und Entwicklungszentrum MBRDI (Mercedes-Benz Research and Development India) in Bangalore eröffnete Mercedes-Benz 1996 sein größtes Forschungs- und Entwicklungszentrum außerhalb Deutschlands. 2023 gab das Unternehmen eine Mitarbeiterzahl von über 6000 an.

## Produktpalette
Das Produktportfolio von Mercedes-Benz umfasste 2014 in Indien rund 18 Modelle.

## Vertriebs- und Servicenetz
Mercedes-Benz Indien verfügte im Jahr 2014 über 69 Filialen in 38 Städten.
Das Unternehmen hat sich zudem verpflichtet, das Vertriebsnetz kontinuierlich zu erweitern und zu verbessern.

## Mercedes-Benz Certified
Mercedes-Benz führte im Dezember 2014 seine neue Gebrauchtwagenmarke „Mercedes-Benz Certified“ in Indien ein. Die Markteinführung startete mit der zeitgleichen Eröffnung von 12 neuen „Mercedes-Benz Certified“-Filialen. Diese neue Marke wurde aufgrund der steigenden Nachfrage nach Gebrauchtwagen von Mercedes-Benz speziell für den indischen Markt entwickelt.

## Absatz
Das Unternehmen verkaufte im Zeitraum Januar bis Dezember 2014 10.201 Fahrzeuge und verzeichnete ein Wachstum in Höhe von 13 % gegenüber dem Vorjahr (Jan.–Dez. 2013: 9.003 Einheiten). Dies war das erste Mal in der Geschichte der Marke Mercedes-Benz in Indien, dass eine fünfstellige Absatzzahl in einem Jahr erreicht werden konnte.